# Лудервьель
Лудервье́ль (фр. Loudervielle, окс. Lodervièla) — коммуна во Франции, находится в регионе Юг — Пиренеи. Департамент — Верхние Пиренеи. Входит в состав кантона Бордер-Лурон. Округ коммуны — Баньер-де-Бигор.
Код INSEE коммуны — 65283.

## География

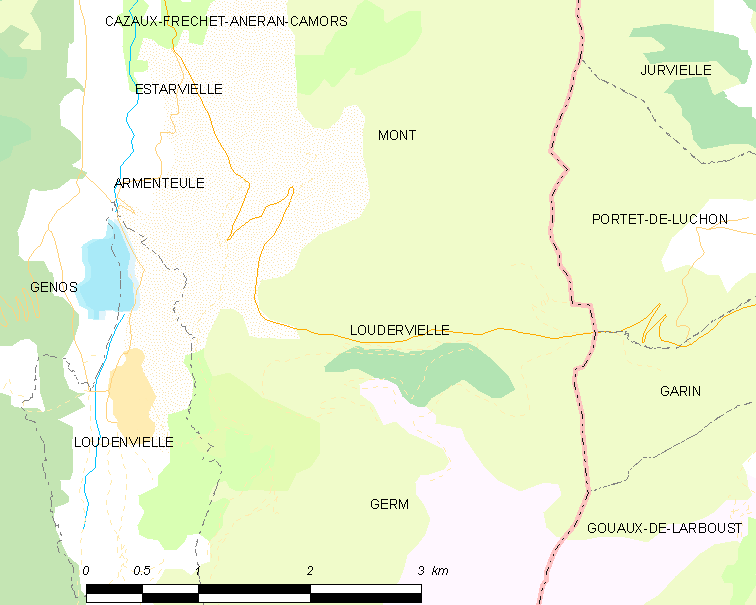
Карта коммуны

Коммуна расположена приблизительно в 690 км к югу от Парижа, в 125 км юго-западнее Тулузы, в 55 км к юго-востоку от Тарба.
По территории коммуны протекает река Байет (фр. Bayet).

## Климат
Климат умеренно-океанический с солнечной тёплой погодой и обильными осадками на протяжении практически всего года.

## Население
Население коммуны на 2010 год составляло 64 человека.
| 1962 | 1968 | 1975 | 1982 | 1990 | 1999 | 2010 |
| ---- | ---- | ---- | ---- | ---- | ---- | ---- |
| 45   | 47   | 47   | 55   | 41   | 42   | 64   |

## Администрация
| Период | Период | Фамилия       | Партия | Примечания |
| ------ | ------ | ------------- | ------ | ---------- |
| 2008   | 2014   | Патрик Кам    |        |            |
| 2014   | 2020   | Катрин Кармуз |        |            |

## Экономика
В 2010 году среди 43 человек трудоспособного возраста (15-64 лет) 35 были экономически активными, 8 — неактивными (показатель активности — 81,4 %, в 1999 году было 72,0 %). Из 35 активных жителей работали 33 человека (19 мужчин и 14 женщин), безработных было 2 (0 мужчин и 2 женщины). Среди 8 неактивных 3 человека были учениками или студентами, 3 — пенсионерами, 2 были неактивными по другим причинам.

## Достопримечательности
- Церковь Св. Марии Магдалины
- Башня Мулор (XII век)

## Фотогалерея

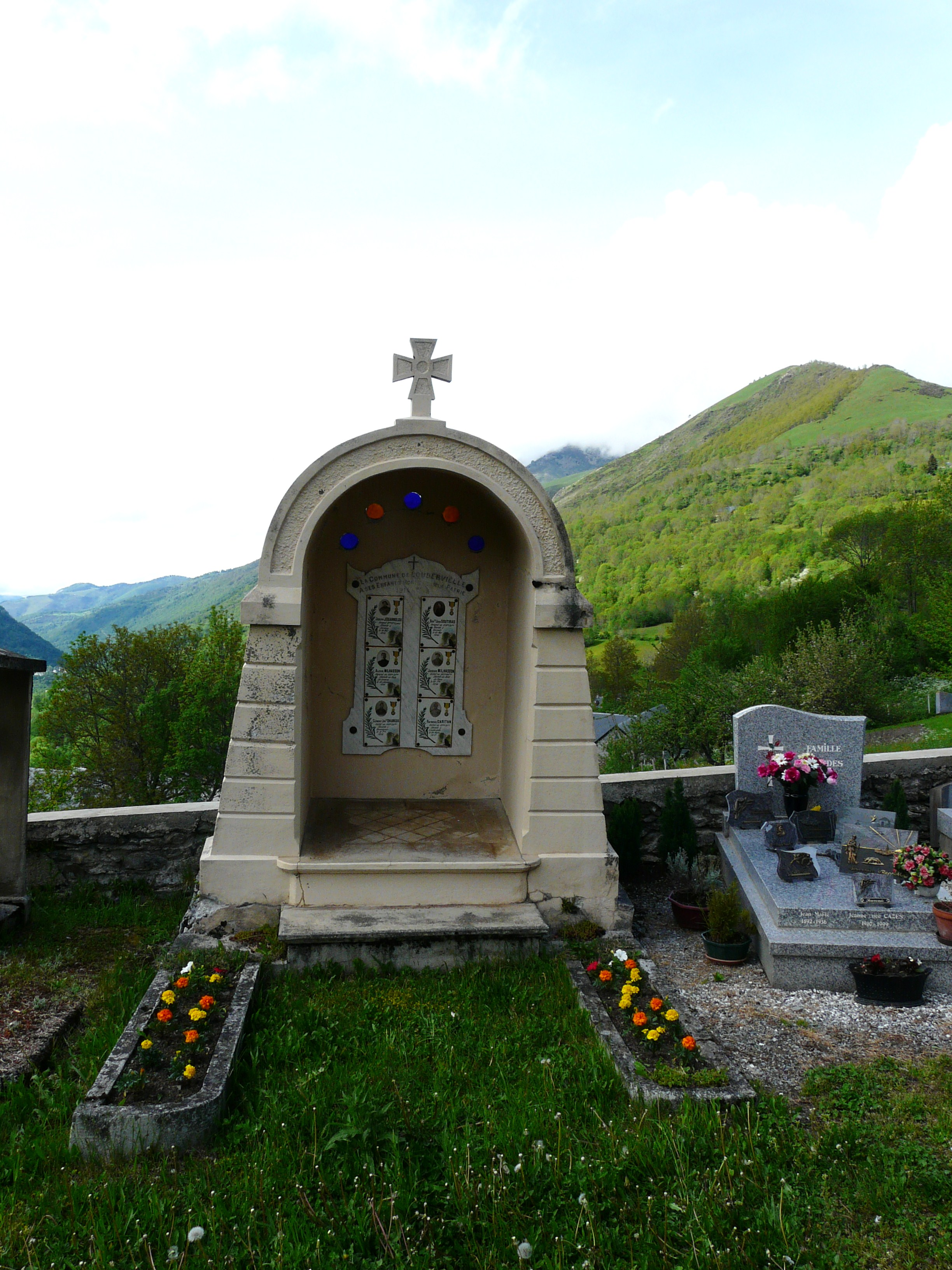
Военный мемориал
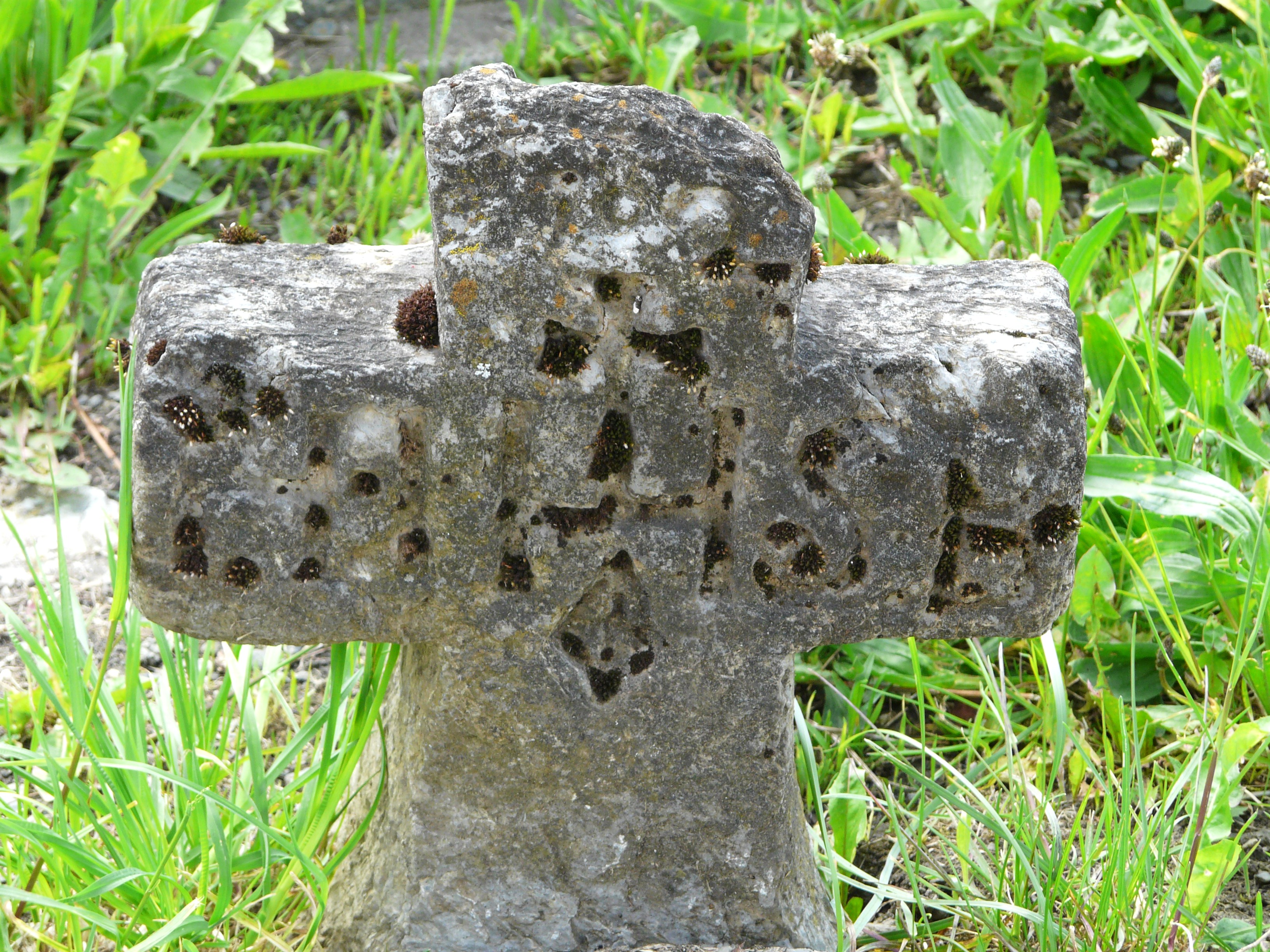
Крест на кладбище
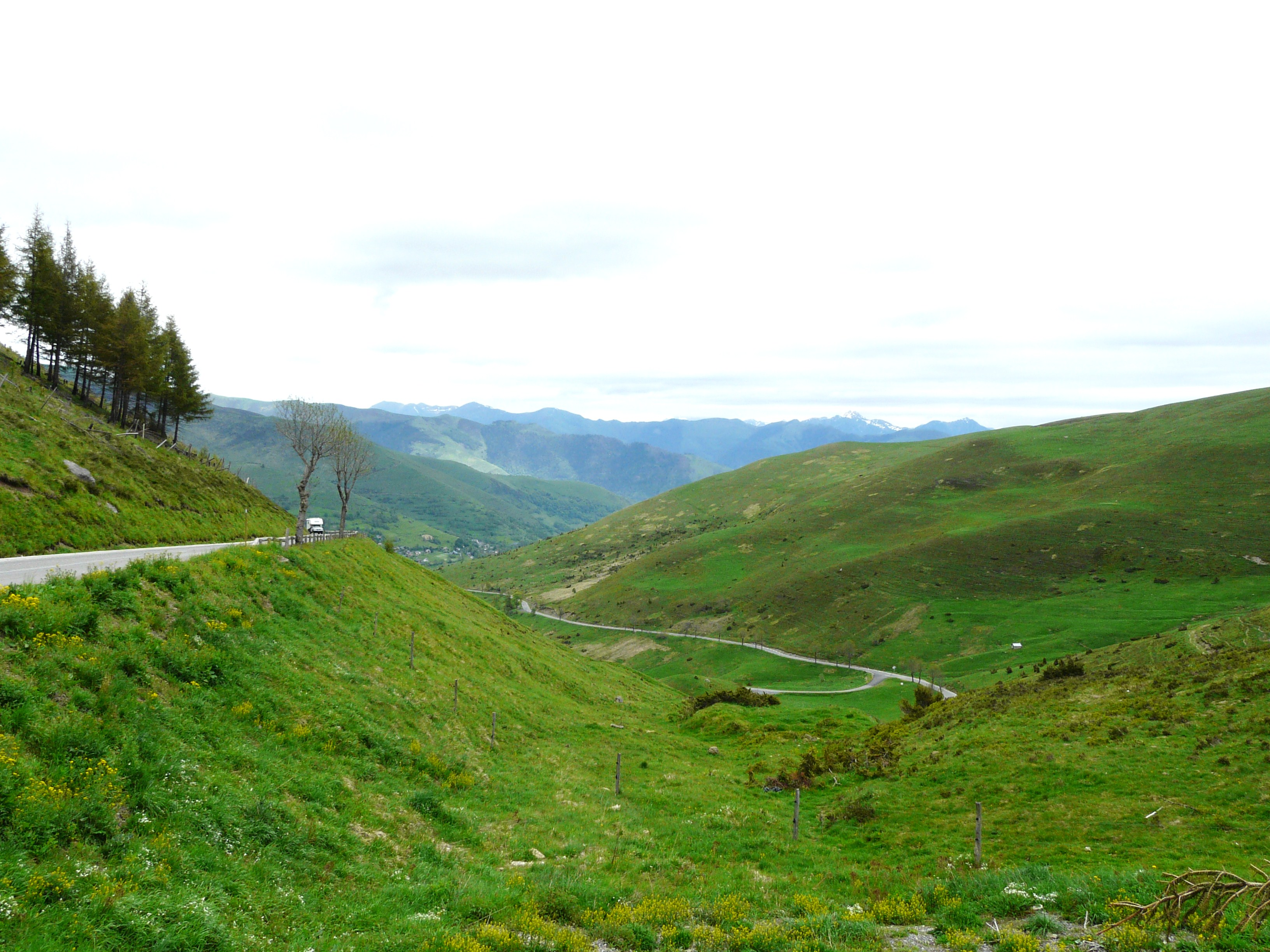
Перевал Перезурд
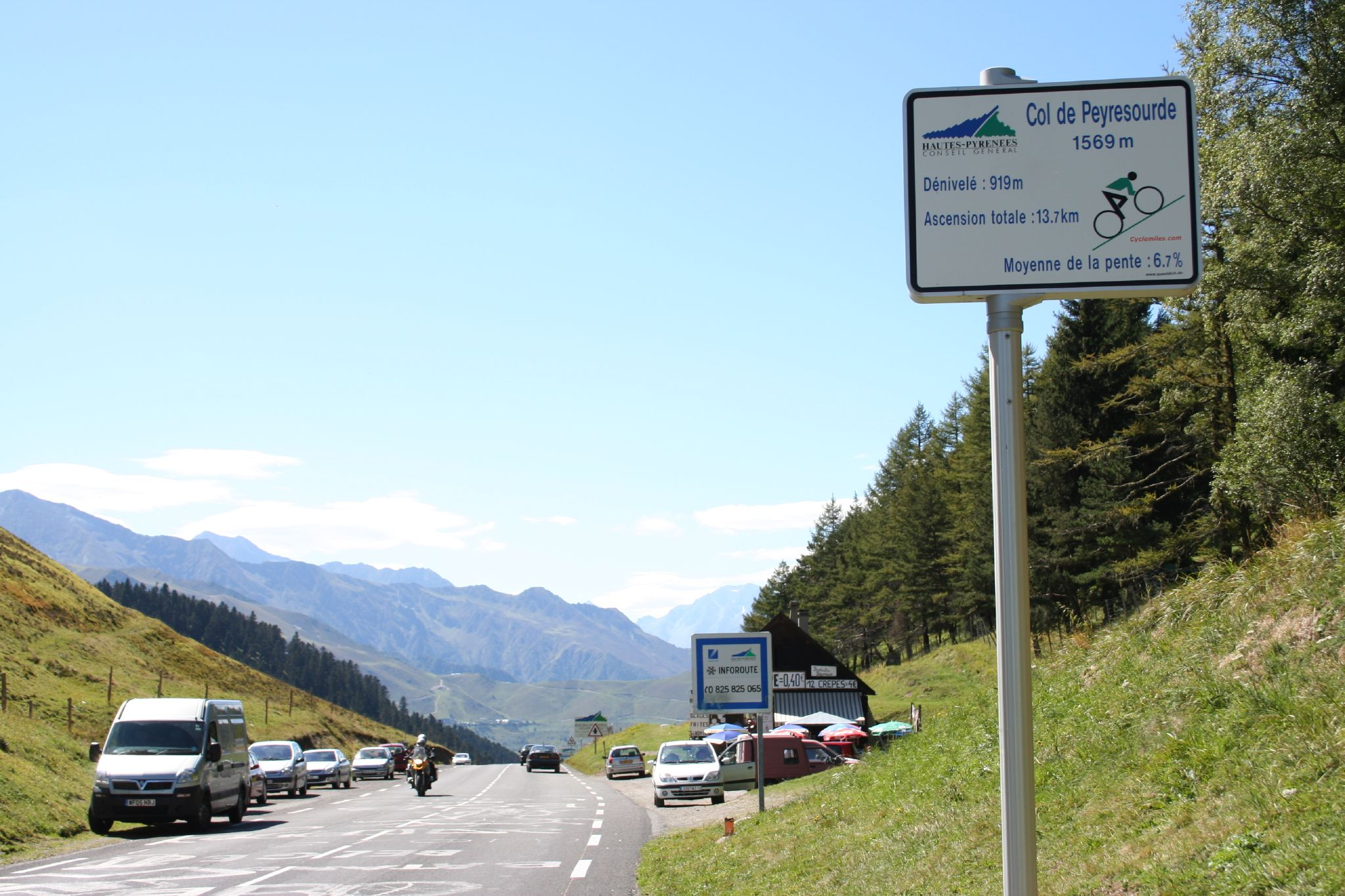
Перевал Перезурд